# Tour de Langkawi 2017
La 22.ª edición del Tour de Langkawi fue una carrera de ciclismo en ruta que se celebró en el archipiélago de Langkawi en el país de Malasia entre el 22 de febrero y el 1 de marzo de 2017 sobre un recorrido de 1222,2 km.
La carrera fue parte del UCI Asia Tour 2017 de los Circuitos Continentales UCI, dentro de la categoría 2.HC (máxima categoría de estos circuitos).

## Equipos participantes
Tomaron parte en la carrera 19 equipos: 1 de categoría UCI ProTeam; 6 de categoría Profesional Continental; 11 de categoría Continental y la selección nacional de Malasia.
| WorldTeam- Dimension Data Equipos continentales profesionales (6)- Androni Giocattoli - Wilier Triestina-Selle Italia - UnitedHealthcare - Bardiani CSF - Manzana Postobón - Nippo-Vini Fantini Equipos continentales (11)- IsoWhey Sports-Swiss Wellness - Vino-Astana Motors - Terengganu Cycling Team - Aisan Racing Team - KSPO-Bianchi Asia - Giant - 7 Eleven-Road Bike Philippines - Thailand Continental - Infinite AIS - Keyi Look - Sapura Equipo nacional- Malasia |
| |

## Etapas
| Etapa     | Fecha     | Recorrido                        | type             | Distancia (km) | Ganador          | Líder            |
| --------- | --------- | -------------------------------- | ---------------- | -------------- | ---------------- | ---------------- |
| 1.ª etapa | 22 de feb | Kuala Berang – Kuala Terengganu  | etapa llana      | 124,8          | Scott Sunderland | Scott Sunderland |
| 2.ª etapa | 23 de feb | Jerteh – Gerik                   | etapa escarpada  | 208,1          | Travis McCabe    | Ryan Gibbons     |
| 3.ª etapa | 24 de feb | Serdang – Pantai Remis           | etapa llana      | 118            | Jakub Mareczko   | Ryan Gibbons     |
| 4.ª etapa | 25 de feb | Seri Manjung – Cameron Highlands | etapa de montaña | 174,4          | Mekseb Debesay   | Ryan Gibbons     |
| 5.ª etapa | 26 de feb | Meru Raya – Kuala Kubu Bharu     | etapa llana      | 151,5          | Ryan Gibbons     | Ryan Gibbons     |
| 6.ª etapa | 27 de feb | Senawang – Muar                  | etapa llana      | 176,3          | Enrico Barbin    | Ryan Gibbons     |
| 7.ª etapa | 28 de feb | Malaca – Rembau                  | etapa escarpada  | 148,1          | Jakub Mareczko   | Ryan Gibbons     |
| 8.ª etapa | 1 de mar  | Setiawangsa – Putrajaya          | etapa llana      | 121            | Travis McCabe    | Ryan Gibbons     |

### Etapa 1
| \| Clasificación de la etapa \| Clasificación de la etapa \| Clasificación de la etapa \| Clasificación de la etapa \| Clasificación de la etapa \| \| Ciclista \| Ciclista \| Equipo \| Tiempo \| \| \| ------------------------- \| ------------------------- \| --------------------------------- \| ------------------------- \| ------------------------- \| \| 1.º \| Scott Sunderland \| IsoWhey Sports-Swiss Wellness \| 2 h 54 min 45 s \| \| \| 2.º \| Ryan Gibbons \| Dimension Data \| + 0 s \| \| \| 3.º \| Nicolas Marini \| Nippo-Vini Fantini \| + 0 s \| \| \| 4.º \| Jakub Mareczko \| Wilier Triestina-Selle Italia \| + 0 s \| \| \| 5.º \| Travis McCabe \| UnitedHealthcare \| + 0 s \| \| \| 6.º \| Marco Benfatto \| Androni-Sidermec-Bottecchia \| + 0 s \| \| \| 7.º \| Shiki Kuroeda \| Aisan Racing Team \| + 0 s \| \| \| 8.º \| Yevgeniy Gidich \| Vino-Astana Motors \| + 0 s \| \| \| 9.º \| Phuchong Sai-udomsin \| Thailand Continental Cycling Team \| + 4 s \| \| \| 10.º \| Enrico Barbin \| Bardiani CSF \| + 4 s \| \| |                      |                                   |                 |
| |                      |                                   |                 |
| |                      |                                   |                 |
| Clasificación de la etapa |                      |                                   |                 |
| Ciclista | Ciclista             | Equipo                            | Tiempo          |
| 1.º | Scott Sunderland     | IsoWhey Sports-Swiss Wellness     | 2 h 54 min 45 s |
| 2.º | Ryan Gibbons         | Dimension Data                    | + 0 s           |
| 3.º | Nicolas Marini       | Nippo-Vini Fantini                | + 0 s           |
| 4.º | Jakub Mareczko       | Wilier Triestina-Selle Italia     | + 0 s           |
| 5.º | Travis McCabe        | UnitedHealthcare                  | + 0 s           |
| 6.º | Marco Benfatto       | Androni-Sidermec-Bottecchia       | + 0 s           |
| 7.º | Shiki Kuroeda        | Aisan Racing Team                 | + 0 s           |
| 8.º | Yevgeniy Gidich      | Vino-Astana Motors                | + 0 s           |
| 9.º | Phuchong Sai-udomsin | Thailand Continental Cycling Team | + 4 s           |
| 10.º | Enrico Barbin        | Bardiani CSF                      | + 4 s           |

| \| Clasificación general \| Clasificación general \| Clasificación general \| Clasificación general \| Clasificación general \| \| Ciclista \| Ciclista \| Equipo \| Tiempo \| \| \| --------------------- \| --------------------- \| --------------------------------- \| --------------------- \| --------------------- \| \| 1.º \| Scott Sunderland \| IsoWhey Sports-Swiss Wellness \| 2 h 54 min 35 s \| \| \| 2.º \| Ryan Gibbons \| Dimension Data \| + 4 s \| \| \| 3.º \| Nicolas Marini \| Nippo-Vini Fantini \| + 6 s \| \| \| 4.º \| Jakub Mareczko \| Wilier Triestina-Selle Italia \| + 10 s \| \| \| 5.º \| Travis McCabe \| UnitedHealthcare \| + 10 s \| \| \| 6.º \| Marco Benfatto \| Androni-Sidermec-Bottecchia \| + 10 s \| \| \| 7.º \| Shiki Kuroeda \| Aisan Racing Team \| + 10 s \| \| \| 8.º \| Yevgeniy Gidich \| Vino-Astana Motors \| + 10 s \| \| \| 9.º \| Phuchong Sai-udomsin \| Thailand Continental Cycling Team \| + 14 s \| \| \| 10.º \| Enrico Barbin \| Bardiani CSF \| + 14 s \| \| |                      |                                   |                 |
| |                      |                                   |                 |
| |                      |                                   |                 |
| Clasificación general |                      |                                   |                 |
| Ciclista | Ciclista             | Equipo                            | Tiempo          |
| 1.º | Scott Sunderland     | IsoWhey Sports-Swiss Wellness     | 2 h 54 min 35 s |
| 2.º | Ryan Gibbons         | Dimension Data                    | + 4 s           |
| 3.º | Nicolas Marini       | Nippo-Vini Fantini                | + 6 s           |
| 4.º | Jakub Mareczko       | Wilier Triestina-Selle Italia     | + 10 s          |
| 5.º | Travis McCabe        | UnitedHealthcare                  | + 10 s          |
| 6.º | Marco Benfatto       | Androni-Sidermec-Bottecchia       | + 10 s          |
| 7.º | Shiki Kuroeda        | Aisan Racing Team                 | + 10 s          |
| 8.º | Yevgeniy Gidich      | Vino-Astana Motors                | + 10 s          |
| 9.º | Phuchong Sai-udomsin | Thailand Continental Cycling Team | + 14 s          |
| 10.º | Enrico Barbin        | Bardiani CSF                      | + 14 s          |

### Etapa 2
| \| Clasificación de la etapa \| Clasificación de la etapa \| Clasificación de la etapa \| Clasificación de la etapa \| Clasificación de la etapa \| \| Ciclista \| Ciclista \| Equipo \| Tiempo \| \| \| ------------------------- \| ------------------------- \| ----------------------------- \| ------------------------- \| ------------------------- \| \| 1.º \| Travis McCabe \| UnitedHealthcare \| 5 h 04 min 41 s \| \| \| 2.º \| Filippo Pozzato \| Wilier Triestina-Selle Italia \| + 0 s \| \| \| 3.º \| Ryan Gibbons \| Dimension Data \| + 0 s \| \| \| 4.º \| Alberto Cecchin \| Wilier Triestina-Selle Italia \| + 0 s \| \| \| 5.º \| Yevgeniy Gidich \| Vino-Astana Motors \| + 0 s \| \| \| 6.º \| Marco Maronese \| Bardiani CSF \| + 0 s \| \| \| 7.º \| Riccardo Stacchiotti \| Nippo-Vini Fantini \| + 0 s \| \| \| 8.º \| Rafael Andriato \| Wilier Triestina-Selle Italia \| + 0 s \| \| \| 9.º \| Cameron Bayly \| IsoWhey Sports-Swiss Wellness \| + 0 s \| \| \| 10.º \| Mohd Shahrul Mat Amin \| Terengganu Cycling Team \| + 0 s \| \| |                       |                               |                 |
| |                       |                               |                 |
| |                       |                               |                 |
| Clasificación de la etapa |                       |                               |                 |
| Ciclista | Ciclista              | Equipo                        | Tiempo          |
| 1.º | Travis McCabe         | UnitedHealthcare              | 5 h 04 min 41 s |
| 2.º | Filippo Pozzato       | Wilier Triestina-Selle Italia | + 0 s           |
| 3.º | Ryan Gibbons          | Dimension Data                | + 0 s           |
| 4.º | Alberto Cecchin       | Wilier Triestina-Selle Italia | + 0 s           |
| 5.º | Yevgeniy Gidich       | Vino-Astana Motors            | + 0 s           |
| 6.º | Marco Maronese        | Bardiani CSF                  | + 0 s           |
| 7.º | Riccardo Stacchiotti  | Nippo-Vini Fantini            | + 0 s           |
| 8.º | Rafael Andriato       | Wilier Triestina-Selle Italia | + 0 s           |
| 9.º | Cameron Bayly         | IsoWhey Sports-Swiss Wellness | + 0 s           |
| 10.º | Mohd Shahrul Mat Amin | Terengganu Cycling Team       | + 0 s           |

| \| Clasificación general \| Clasificación general \| Clasificación general \| Clasificación general \| Clasificación general \| \| Ciclista \| Ciclista \| Equipo \| Tiempo \| \| \| --------------------- \| --------------------- \| ----------------------------- \| --------------------- \| --------------------- \| \| 1.º \| Ryan Gibbons \| Dimension Data \| 7 h 59 min 13 s \| \| \| 2.º \| Travis McCabe \| UnitedHealthcare \| + 3 s \| \| \| 3.º \| Filippo Pozzato \| Wilier Triestina-Selle Italia \| + 11 s \| \| \| 4.º \| Alberto Cecchin \| Wilier Triestina-Selle Italia \| + 11 s \| \| \| 5.º \| Yevgeniy Gidich \| Vino-Astana Motors \| + 13 s \| \| \| 6.º \| Enrico Barbin \| Bardiani CSF \| + 16 s \| \| \| 7.º \| Rafael Andriato \| Wilier Triestina-Selle Italia \| + 17 s \| \| \| 8.º \| Riccardo Stacchiotti \| Nippo-Vini Fantini \| + 17 s \| \| \| 9.º \| Chris Harper \| IsoWhey Sports-Swiss Wellness \| + 17 s \| \| \| 10.º \| Hideto Nakane \| Nippo-Vini Fantini \| + 17 s \| \| |                      |                               |                 |
| |                      |                               |                 |
| |                      |                               |                 |
| Clasificación general |                      |                               |                 |
| Ciclista | Ciclista             | Equipo                        | Tiempo          |
| 1.º | Ryan Gibbons         | Dimension Data                | 7 h 59 min 13 s |
| 2.º | Travis McCabe        | UnitedHealthcare              | + 3 s           |
| 3.º | Filippo Pozzato      | Wilier Triestina-Selle Italia | + 11 s          |
| 4.º | Alberto Cecchin      | Wilier Triestina-Selle Italia | + 11 s          |
| 5.º | Yevgeniy Gidich      | Vino-Astana Motors            | + 13 s          |
| 6.º | Enrico Barbin        | Bardiani CSF                  | + 16 s          |
| 7.º | Rafael Andriato      | Wilier Triestina-Selle Italia | + 17 s          |
| 8.º | Riccardo Stacchiotti | Nippo-Vini Fantini            | + 17 s          |
| 9.º | Chris Harper         | IsoWhey Sports-Swiss Wellness | + 17 s          |
| 10.º | Hideto Nakane        | Nippo-Vini Fantini            | + 17 s          |

### Etapa 3
| \| Clasificación de la etapa \| Clasificación de la etapa \| Clasificación de la etapa \| Clasificación de la etapa \| Clasificación de la etapa \| \| Ciclista \| Ciclista \| Equipo \| Tiempo \| \| \| ------------------------- \| ------------------------- \| --------------------------------- \| ------------------------- \| ------------------------- \| \| 1.º \| Jakub Mareczko \| Wilier Triestina-Selle Italia \| 2 h 48 min 56 s \| \| \| 2.º \| Scott Sunderland \| IsoWhey Sports-Swiss Wellness \| + 0 s \| \| \| 3.º \| Mohd Zamri Saleh \| Terengganu Cycling Team \| + 0 s \| \| \| 4.º \| Nicolas Marini \| Nippo-Vini Fantini \| + 0 s \| \| \| 5.º \| Marco Benfatto \| Androni-Sidermec-Bottecchia \| + 0 s \| \| \| 6.º \| Travis McCabe \| UnitedHealthcare \| + 0 s \| \| \| 7.º \| Enrico Barbin \| Bardiani CSF \| + 0 s \| \| \| 8.º \| Yevgeniy Gidich \| Vino-Astana Motors \| + 0 s \| \| \| 9.º \| Thanawut Sanikwathi \| Thailand Continental Cycling Team \| + 0 s \| \| \| 10.º \| Mohamad Izzat Abdul Halil \| Team Sapura Cycling \| + 0 s \| \| |                           |                                   |                 |
| |                           |                                   |                 |
| |                           |                                   |                 |
| Clasificación de la etapa |                           |                                   |                 |
| Ciclista | Ciclista                  | Equipo                            | Tiempo          |
| 1.º | Jakub Mareczko            | Wilier Triestina-Selle Italia     | 2 h 48 min 56 s |
| 2.º | Scott Sunderland          | IsoWhey Sports-Swiss Wellness     | + 0 s           |
| 3.º | Mohd Zamri Saleh          | Terengganu Cycling Team           | + 0 s           |
| 4.º | Nicolas Marini            | Nippo-Vini Fantini                | + 0 s           |
| 5.º | Marco Benfatto            | Androni-Sidermec-Bottecchia       | + 0 s           |
| 6.º | Travis McCabe             | UnitedHealthcare                  | + 0 s           |
| 7.º | Enrico Barbin             | Bardiani CSF                      | + 0 s           |
| 8.º | Yevgeniy Gidich           | Vino-Astana Motors                | + 0 s           |
| 9.º | Thanawut Sanikwathi       | Thailand Continental Cycling Team | + 0 s           |
| 10.º | Mohamad Izzat Abdul Halil | Team Sapura Cycling               | + 0 s           |

| \| Clasificación general \| Clasificación general \| Clasificación general \| Clasificación general \| Clasificación general \| \| Ciclista \| Ciclista \| Equipo \| Tiempo \| \| \| --------------------- \| --------------------- \| ----------------------------- \| --------------------- \| --------------------- \| \| 1.º \| Ryan Gibbons \| Dimension Data \| 10 h 48 min 09 s \| \| \| 2.º \| Travis McCabe \| UnitedHealthcare \| + 3 s \| \| \| 3.º \| Filippo Pozzato \| Wilier Triestina-Selle Italia \| + 11 s \| \| \| 4.º \| Alberto Cecchin \| Wilier Triestina-Selle Italia \| + 11 s \| \| \| 5.º \| Yevgeniy Gidich \| Vino-Astana Motors \| + 13 s \| \| \| 6.º \| Enrico Barbin \| Bardiani CSF \| + 16 s \| \| \| 7.º \| Chris Harper \| IsoWhey Sports-Swiss Wellness \| + 17 s \| \| \| 8.º \| Rafael Andriato \| Wilier Triestina-Selle Italia \| + 17 s \| \| \| 9.º \| Sergey Vlassenko \| Vino-Astana Motors \| + 17 s \| \| \| 10.º \| Hideto Nakane \| Nippo-Vini Fantini \| + 17 s \| \| |                  |                               |                  |
| |                  |                               |                  |
| |                  |                               |                  |
| Clasificación general |                  |                               |                  |
| Ciclista | Ciclista         | Equipo                        | Tiempo           |
| 1.º | Ryan Gibbons     | Dimension Data                | 10 h 48 min 09 s |
| 2.º | Travis McCabe    | UnitedHealthcare              | + 3 s            |
| 3.º | Filippo Pozzato  | Wilier Triestina-Selle Italia | + 11 s           |
| 4.º | Alberto Cecchin  | Wilier Triestina-Selle Italia | + 11 s           |
| 5.º | Yevgeniy Gidich  | Vino-Astana Motors            | + 13 s           |
| 6.º | Enrico Barbin    | Bardiani CSF                  | + 16 s           |
| 7.º | Chris Harper     | IsoWhey Sports-Swiss Wellness | + 17 s           |
| 8.º | Rafael Andriato  | Wilier Triestina-Selle Italia | + 17 s           |
| 9.º | Sergey Vlassenko | Vino-Astana Motors            | + 17 s           |
| 10.º | Hideto Nakane    | Nippo-Vini Fantini            | + 17 s           |

### Etapa 4
| \| Clasificación de la etapa \| Clasificación de la etapa \| Clasificación de la etapa \| Clasificación de la etapa \| Clasificación de la etapa \| \| Ciclista \| Ciclista \| Equipo \| Tiempo \| \| \| ------------------------- \| ------------------------- \| ----------------------------- \| ------------------------- \| ------------------------- \| \| 1.º \| Mekseb Debesay \| Dimension Data \| 4 h 37 min 49 s \| \| \| 2.º \| Cameron Bayly \| IsoWhey Sports-Swiss Wellness \| + 0 s \| \| \| 3.º \| Ryan Gibbons \| Dimension Data \| + 4 s \| \| \| 4.º \| Yevgeniy Gidich \| Vino-Astana Motors \| + 4 s \| \| \| 5.º \| Alberto Cecchin \| Wilier Triestina-Selle Italia \| + 4 s \| \| \| 6.º \| Ben O'Connor \| Dimension Data \| + 4 s \| \| \| 7.º \| Chris Harper \| IsoWhey Sports-Swiss Wellness \| + 4 s \| \| \| 8.º \| Egan Bernal \| Androni-Sidermec-Bottecchia \| + 4 s \| \| \| 9.º \| Daniel Jaramillo \| UnitedHealthcare \| + 4 s \| \| \| 10.º \| Timothy Roe \| IsoWhey Sports-Swiss Wellness \| + 4 s \| \| |                  |                               |                 |
| |                  |                               |                 |
| |                  |                               |                 |
| Clasificación de la etapa |                  |                               |                 |
| Ciclista | Ciclista         | Equipo                        | Tiempo          |
| 1.º | Mekseb Debesay   | Dimension Data                | 4 h 37 min 49 s |
| 2.º | Cameron Bayly    | IsoWhey Sports-Swiss Wellness | + 0 s           |
| 3.º | Ryan Gibbons     | Dimension Data                | + 4 s           |
| 4.º | Yevgeniy Gidich  | Vino-Astana Motors            | + 4 s           |
| 5.º | Alberto Cecchin  | Wilier Triestina-Selle Italia | + 4 s           |
| 6.º | Ben O'Connor     | Dimension Data                | + 4 s           |
| 7.º | Chris Harper     | IsoWhey Sports-Swiss Wellness | + 4 s           |
| 8.º | Egan Bernal      | Androni-Sidermec-Bottecchia   | + 4 s           |
| 9.º | Daniel Jaramillo | UnitedHealthcare              | + 4 s           |
| 10.º | Timothy Roe      | IsoWhey Sports-Swiss Wellness | + 4 s           |

| \| Clasificación general \| Clasificación general \| Clasificación general \| Clasificación general \| Clasificación general \| \| Ciclista \| Ciclista \| Equipo \| Tiempo \| \| \| --------------------- \| --------------------- \| ----------------------------- \| --------------------- \| --------------------- \| \| 1.º \| Ryan Gibbons \| Dimension Data \| 15 h 25 min 58 s \| \| \| 2.º \| Cameron Bayly \| IsoWhey Sports-Swiss Wellness \| + 11 s \| \| \| 3.º \| Alberto Cecchin \| Wilier Triestina-Selle Italia \| + 15 s \| \| \| 4.º \| Yevgeniy Gidich \| Vino-Astana Motors \| + 17 s \| \| \| 5.º \| Chris Harper \| IsoWhey Sports-Swiss Wellness \| + 21 s \| \| \| 6.º \| Mekseb Debesay \| Dimension Data \| + 21 s \| \| \| 7.º \| Daniel Jaramillo \| UnitedHealthcare \| + 21 s \| \| \| 8.º \| Egan Bernal \| Androni-Sidermec-Bottecchia \| + 21 s \| \| \| 9.º \| Timothy Roe \| IsoWhey Sports-Swiss Wellness \| + 21 s \| \| \| 10.º \| Ben O'Connor \| Dimension Data \| + 21 s \| \| |                  |                               |                  |
| |                  |                               |                  |
| |                  |                               |                  |
| Clasificación general |                  |                               |                  |
| Ciclista | Ciclista         | Equipo                        | Tiempo           |
| 1.º | Ryan Gibbons     | Dimension Data                | 15 h 25 min 58 s |
| 2.º | Cameron Bayly    | IsoWhey Sports-Swiss Wellness | + 11 s           |
| 3.º | Alberto Cecchin  | Wilier Triestina-Selle Italia | + 15 s           |
| 4.º | Yevgeniy Gidich  | Vino-Astana Motors            | + 17 s           |
| 5.º | Chris Harper     | IsoWhey Sports-Swiss Wellness | + 21 s           |
| 6.º | Mekseb Debesay   | Dimension Data                | + 21 s           |
| 7.º | Daniel Jaramillo | UnitedHealthcare              | + 21 s           |
| 8.º | Egan Bernal      | Androni-Sidermec-Bottecchia   | + 21 s           |
| 9.º | Timothy Roe      | IsoWhey Sports-Swiss Wellness | + 21 s           |
| 10.º | Ben O'Connor     | Dimension Data                | + 21 s           |

### Etapa 5
| \| Clasificación de la etapa \| Clasificación de la etapa \| Clasificación de la etapa \| Clasificación de la etapa \| Clasificación de la etapa \| \| Ciclista \| Ciclista \| Equipo \| Tiempo \| \| \| ------------------------- \| ------------------------- \| ----------------------------- \| ------------------------- \| ------------------------- \| \| 1.º \| Ryan Gibbons \| Dimension Data \| 3 h 27 min 20 s \| \| \| 2.º \| Jakub Mareczko \| Wilier Triestina-Selle Italia \| + 0 s \| \| \| 3.º \| Travis McCabe \| UnitedHealthcare \| + 0 s \| \| \| 4.º \| Riccardo Stacchiotti \| Nippo-Vini Fantini \| + 0 s \| \| \| 5.º \| Anthony Giacoppo \| IsoWhey Sports-Swiss Wellness \| + 0 s \| \| \| 6.º \| Mohd Zamri Saleh \| Terengganu Cycling Team \| + 0 s \| \| \| 7.º \| Marco Maronese \| Bardiani CSF \| + 0 s \| \| \| 8.º \| Shiki Kuroeda \| Aisan Racing Team \| + 0 s \| \| \| 9.º \| Mohamad Izzat Abdul Halil \| Team Sapura Cycling \| + 0 s \| \| \| 10.º \| Enrico Barbin \| Bardiani CSF \| + 0 s \| \| |                           |                               |                 |
| |                           |                               |                 |
| |                           |                               |                 |
| Clasificación de la etapa |                           |                               |                 |
| Ciclista | Ciclista                  | Equipo                        | Tiempo          |
| 1.º | Ryan Gibbons              | Dimension Data                | 3 h 27 min 20 s |
| 2.º | Jakub Mareczko            | Wilier Triestina-Selle Italia | + 0 s           |
| 3.º | Travis McCabe             | UnitedHealthcare              | + 0 s           |
| 4.º | Riccardo Stacchiotti      | Nippo-Vini Fantini            | + 0 s           |
| 5.º | Anthony Giacoppo          | IsoWhey Sports-Swiss Wellness | + 0 s           |
| 6.º | Mohd Zamri Saleh          | Terengganu Cycling Team       | + 0 s           |
| 7.º | Marco Maronese            | Bardiani CSF                  | + 0 s           |
| 8.º | Shiki Kuroeda             | Aisan Racing Team             | + 0 s           |
| 9.º | Mohamad Izzat Abdul Halil | Team Sapura Cycling           | + 0 s           |
| 10.º | Enrico Barbin             | Bardiani CSF                  | + 0 s           |

| \| Clasificación general \| Clasificación general \| Clasificación general \| Clasificación general \| Clasificación general \| \| Ciclista \| Ciclista \| Equipo \| Tiempo \| \| \| --------------------- \| --------------------- \| ----------------------------- \| --------------------- \| --------------------- \| \| 1.º \| Ryan Gibbons \| Dimension Data \| 18 h 53 min 06 s \| \| \| 2.º \| Cameron Bayly \| IsoWhey Sports-Swiss Wellness \| + 23 s \| \| \| 3.º \| Alberto Cecchin \| Wilier Triestina-Selle Italia \| + 27 s \| \| \| 4.º \| Yevgeniy Gidich \| Vino-Astana Motors \| + 29 s \| \| \| 5.º \| Mekseb Debesay \| Dimension Data \| + 32 s \| \| \| 6.º \| Chris Harper \| IsoWhey Sports-Swiss Wellness \| + 33 s \| \| \| 7.º \| Daniel Jaramillo \| UnitedHealthcare \| + 33 s \| \| \| 8.º \| Egan Bernal \| Androni-Sidermec-Bottecchia \| + 33 s \| \| \| 9.º \| Timothy Roe \| IsoWhey Sports-Swiss Wellness \| + 33 s \| \| \| 10.º \| Ben O'Connor \| Dimension Data \| + 33 s \| \| |                  |                               |                  |
| |                  |                               |                  |
| |                  |                               |                  |
| Clasificación general |                  |                               |                  |
| Ciclista | Ciclista         | Equipo                        | Tiempo           |
| 1.º | Ryan Gibbons     | Dimension Data                | 18 h 53 min 06 s |
| 2.º | Cameron Bayly    | IsoWhey Sports-Swiss Wellness | + 23 s           |
| 3.º | Alberto Cecchin  | Wilier Triestina-Selle Italia | + 27 s           |
| 4.º | Yevgeniy Gidich  | Vino-Astana Motors            | + 29 s           |
| 5.º | Mekseb Debesay   | Dimension Data                | + 32 s           |
| 6.º | Chris Harper     | IsoWhey Sports-Swiss Wellness | + 33 s           |
| 7.º | Daniel Jaramillo | UnitedHealthcare              | + 33 s           |
| 8.º | Egan Bernal      | Androni-Sidermec-Bottecchia   | + 33 s           |
| 9.º | Timothy Roe      | IsoWhey Sports-Swiss Wellness | + 33 s           |
| 10.º | Ben O'Connor     | Dimension Data                | + 33 s           |

### Etapa 6
| \| Clasificación de la etapa \| Clasificación de la etapa \| Clasificación de la etapa \| Clasificación de la etapa \| Clasificación de la etapa \| \| Ciclista \| Ciclista \| Equipo \| Tiempo \| \| \| ------------------------- \| ------------------------- \| ----------------------------- \| ------------------------- \| ------------------------- \| \| 1.º \| Enrico Barbin \| Bardiani CSF \| 4 h 09 min 16 s \| \| \| 2.º \| Anthony Giacoppo \| IsoWhey Sports-Swiss Wellness \| + 0 s \| \| \| 3.º \| Filippo Pozzato \| Wilier Triestina-Selle Italia \| + 0 s \| \| \| 4.º \| Andrea Palini \| Androni-Sidermec-Bottecchia \| + 0 s \| \| \| 5.º \| Marco Maronese \| Bardiani CSF \| + 0 s \| \| \| 6.º \| Marco Benfatto \| Androni-Sidermec-Bottecchia \| + 0 s \| \| \| 7.º \| Riccardo Stacchiotti \| Nippo-Vini Fantini \| + 0 s \| \| \| 8.º \| Paolo Simion \| Bardiani CSF \| + 0 s \| \| \| 9.º \| Daniel Jaramillo \| UnitedHealthcare \| + 0 s \| \| \| 10.º \| Mohd Zamri Saleh \| Terengganu Cycling Team \| + 0 s \| \| |                      |                               |                 |
| |                      |                               |                 |
| |                      |                               |                 |
| Clasificación de la etapa |                      |                               |                 |
| Ciclista | Ciclista             | Equipo                        | Tiempo          |
| 1.º | Enrico Barbin        | Bardiani CSF                  | 4 h 09 min 16 s |
| 2.º | Anthony Giacoppo     | IsoWhey Sports-Swiss Wellness | + 0 s           |
| 3.º | Filippo Pozzato      | Wilier Triestina-Selle Italia | + 0 s           |
| 4.º | Andrea Palini        | Androni-Sidermec-Bottecchia   | + 0 s           |
| 5.º | Marco Maronese       | Bardiani CSF                  | + 0 s           |
| 6.º | Marco Benfatto       | Androni-Sidermec-Bottecchia   | + 0 s           |
| 7.º | Riccardo Stacchiotti | Nippo-Vini Fantini            | + 0 s           |
| 8.º | Paolo Simion         | Bardiani CSF                  | + 0 s           |
| 9.º | Daniel Jaramillo     | UnitedHealthcare              | + 0 s           |
| 10.º | Mohd Zamri Saleh     | Terengganu Cycling Team       | + 0 s           |

| \| Clasificación general \| Clasificación general \| Clasificación general \| Clasificación general \| Clasificación general \| \| Ciclista \| Ciclista \| Equipo \| Tiempo \| \| \| --------------------- \| --------------------- \| ----------------------------- \| --------------------- \| --------------------- \| \| 1.º \| Ryan Gibbons \| Dimension Data \| 23 h 02 min 22 s \| \| \| 2.º \| Cameron Bayly \| IsoWhey Sports-Swiss Wellness \| + 23 s \| \| \| 3.º \| Alberto Cecchin \| Wilier Triestina-Selle Italia \| + 27 s \| \| \| 4.º \| Mekseb Debesay \| Dimension Data \| + 32 s \| \| \| 5.º \| Chris Harper \| IsoWhey Sports-Swiss Wellness \| + 33 s \| \| \| 6.º \| Daniel Jaramillo \| UnitedHealthcare \| + 33 s \| \| \| 7.º \| Egan Bernal \| Androni-Sidermec-Bottecchia \| + 33 s \| \| \| 8.º \| Timothy Roe \| IsoWhey Sports-Swiss Wellness \| + 33 s \| \| \| 9.º \| Ben O'Connor \| Dimension Data \| + 33 s \| \| \| 10.º \| Fernando Orjuela \| Manzana Postobón \| + 40 s \| \| |                  |                               |                  |
| |                  |                               |                  |
| |                  |                               |                  |
| Clasificación general |                  |                               |                  |
| Ciclista | Ciclista         | Equipo                        | Tiempo           |
| 1.º | Ryan Gibbons     | Dimension Data                | 23 h 02 min 22 s |
| 2.º | Cameron Bayly    | IsoWhey Sports-Swiss Wellness | + 23 s           |
| 3.º | Alberto Cecchin  | Wilier Triestina-Selle Italia | + 27 s           |
| 4.º | Mekseb Debesay   | Dimension Data                | + 32 s           |
| 5.º | Chris Harper     | IsoWhey Sports-Swiss Wellness | + 33 s           |
| 6.º | Daniel Jaramillo | UnitedHealthcare              | + 33 s           |
| 7.º | Egan Bernal      | Androni-Sidermec-Bottecchia   | + 33 s           |
| 8.º | Timothy Roe      | IsoWhey Sports-Swiss Wellness | + 33 s           |
| 9.º | Ben O'Connor     | Dimension Data                | + 33 s           |
| 10.º | Fernando Orjuela | Manzana Postobón              | + 40 s           |

### Etapa 7
| \| Clasificación de la etapa \| Clasificación de la etapa \| Clasificación de la etapa \| Clasificación de la etapa \| Clasificación de la etapa \| \| Ciclista \| Ciclista \| Equipo \| Tiempo \| \| \| ------------------------- \| ------------------------- \| ----------------------------- \| ------------------------- \| ------------------------- \| \| 1.º \| Jakub Mareczko \| Wilier Triestina-Selle Italia \| 3 h 23 min 45 s \| \| \| 2.º \| Travis McCabe \| UnitedHealthcare \| + 0 s \| \| \| 3.º \| Andrea Palini \| Androni-Sidermec-Bottecchia \| + 0 s \| \| \| 4.º \| Seo Joon-yong \| KSPO-Bianchi Asia \| + 0 s \| \| \| 5.º \| Ryan Gibbons \| Dimension Data \| + 0 s \| \| \| 6.º \| Mekseb Debesay \| Dimension Data \| + 0 s \| \| \| 7.º \| Enrico Barbin \| Bardiani CSF \| + 0 s \| \| \| 8.º \| Paolo Simion \| Bardiani CSF \| + 0 s \| \| \| 9.º \| Riccardo Stacchiotti \| Nippo-Vini Fantini \| + 0 s \| \| \| 10.º \| Alberto Cecchin \| Wilier Triestina-Selle Italia \| + 0 s \| \| |                      |                               |                 |
| |                      |                               |                 |
| |                      |                               |                 |
| Clasificación de la etapa |                      |                               |                 |
| Ciclista | Ciclista             | Equipo                        | Tiempo          |
| 1.º | Jakub Mareczko       | Wilier Triestina-Selle Italia | 3 h 23 min 45 s |
| 2.º | Travis McCabe        | UnitedHealthcare              | + 0 s           |
| 3.º | Andrea Palini        | Androni-Sidermec-Bottecchia   | + 0 s           |
| 4.º | Seo Joon-yong        | KSPO-Bianchi Asia             | + 0 s           |
| 5.º | Ryan Gibbons         | Dimension Data                | + 0 s           |
| 6.º | Mekseb Debesay       | Dimension Data                | + 0 s           |
| 7.º | Enrico Barbin        | Bardiani CSF                  | + 0 s           |
| 8.º | Paolo Simion         | Bardiani CSF                  | + 0 s           |
| 9.º | Riccardo Stacchiotti | Nippo-Vini Fantini            | + 0 s           |
| 10.º | Alberto Cecchin      | Wilier Triestina-Selle Italia | + 0 s           |

| \| Clasificación general \| Clasificación general \| Clasificación general \| Clasificación general \| Clasificación general \| \| Ciclista \| Ciclista \| Equipo \| Tiempo \| \| \| --------------------- \| --------------------- \| ----------------------------- \| --------------------- \| --------------------- \| \| 1.º \| Ryan Gibbons \| Dimension Data \| 26 h 26 min 06 s \| \| \| 2.º \| Cameron Bayly \| IsoWhey Sports-Swiss Wellness \| + 24 s \| \| \| 3.º \| Alberto Cecchin \| Wilier Triestina-Selle Italia \| + 28 s \| \| \| 4.º \| Mekseb Debesay \| Dimension Data \| + 33 s \| \| \| 5.º \| Chris Harper \| IsoWhey Sports-Swiss Wellness \| + 34 s \| \| \| 6.º \| Daniel Jaramillo \| UnitedHealthcare \| + 34 s \| \| \| 7.º \| Egan Bernal \| Androni-Sidermec-Bottecchia \| + 34 s \| \| \| 8.º \| Ben O'Connor \| Dimension Data \| + 34 s \| \| \| 9.º \| Timothy Roe \| IsoWhey Sports-Swiss Wellness \| + 34 s \| \| \| 10.º \| Fernando Orjuela \| Manzana Postobón \| + 41 s \| \| |                  |                               |                  |
| |                  |                               |                  |
| |                  |                               |                  |
| Clasificación general |                  |                               |                  |
| Ciclista | Ciclista         | Equipo                        | Tiempo           |
| 1.º | Ryan Gibbons     | Dimension Data                | 26 h 26 min 06 s |
| 2.º | Cameron Bayly    | IsoWhey Sports-Swiss Wellness | + 24 s           |
| 3.º | Alberto Cecchin  | Wilier Triestina-Selle Italia | + 28 s           |
| 4.º | Mekseb Debesay   | Dimension Data                | + 33 s           |
| 5.º | Chris Harper     | IsoWhey Sports-Swiss Wellness | + 34 s           |
| 6.º | Daniel Jaramillo | UnitedHealthcare              | + 34 s           |
| 7.º | Egan Bernal      | Androni-Sidermec-Bottecchia   | + 34 s           |
| 8.º | Ben O'Connor     | Dimension Data                | + 34 s           |
| 9.º | Timothy Roe      | IsoWhey Sports-Swiss Wellness | + 34 s           |
| 10.º | Fernando Orjuela | Manzana Postobón              | + 41 s           |

### Etapa 8
| \| Clasificación de la etapa \| Clasificación de la etapa \| Clasificación de la etapa \| Clasificación de la etapa \| Clasificación de la etapa \| \| Ciclista \| Ciclista \| Equipo \| Tiempo \| \| \| ------------------------- \| ------------------------- \| ----------------------------- \| ------------------------- \| ------------------------- \| \| 1.º \| Travis McCabe \| UnitedHealthcare \| 2 h 39 min 00 s \| \| \| 2.º \| Anthony Giacoppo \| IsoWhey Sports-Swiss Wellness \| + 0 s \| \| \| 3.º \| Riccardo Stacchiotti \| Nippo-Vini Fantini \| + 0 s \| \| \| 4.º \| Ryan Gibbons \| Dimension Data \| + 0 s \| \| \| 5.º \| Mohd Shahrul Mat Amin \| Terengganu Cycling Team \| + 0 s \| \| \| 6.º \| Andrea Palini \| Androni-Sidermec-Bottecchia \| + 0 s \| \| \| 7.º \| Marco Maronese \| Bardiani CSF \| + 0 s \| \| \| 8.º \| Enrico Barbin \| Bardiani CSF \| + 0 s \| \| \| 9.º \| Filippo Pozzato \| Wilier Triestina-Selle Italia \| + 0 s \| \| \| 10.º \| Mekseb Debesay \| Dimension Data \| + 0 s \| \| |                       |                               |                 |
| |                       |                               |                 |
| |                       |                               |                 |
| Clasificación de la etapa |                       |                               |                 |
| Ciclista | Ciclista              | Equipo                        | Tiempo          |
| 1.º | Travis McCabe         | UnitedHealthcare              | 2 h 39 min 00 s |
| 2.º | Anthony Giacoppo      | IsoWhey Sports-Swiss Wellness | + 0 s           |
| 3.º | Riccardo Stacchiotti  | Nippo-Vini Fantini            | + 0 s           |
| 4.º | Ryan Gibbons          | Dimension Data                | + 0 s           |
| 5.º | Mohd Shahrul Mat Amin | Terengganu Cycling Team       | + 0 s           |
| 6.º | Andrea Palini         | Androni-Sidermec-Bottecchia   | + 0 s           |
| 7.º | Marco Maronese        | Bardiani CSF                  | + 0 s           |
| 8.º | Enrico Barbin         | Bardiani CSF                  | + 0 s           |
| 9.º | Filippo Pozzato       | Wilier Triestina-Selle Italia | + 0 s           |
| 10.º | Mekseb Debesay        | Dimension Data                | + 0 s           |

## Clasificaciones finales
- Las clasificaciones finalizaron de la siguiente forma:[2]

### Clasificación general
| \| Clasificación general \| Clasificación general \| Clasificación general \| Clasificación general \| Clasificación general \| \| Ciclista \| Ciclista \| Equipo \| Tiempo \| \| \| --------------------- \| --------------------- \| ----------------------------- \| --------------------- \| --------------------- \| \| 1.º \| Ryan Gibbons \| Dimension Data \| 29 h 04 min 57 s \| \| \| 2.º \| Cameron Bayly \| IsoWhey Sports-Swiss Wellness \| + 33 s \| \| \| 3.º \| Alberto Cecchin \| Wilier Triestina-Selle Italia \| + 35 s \| \| \| 4.º \| Daniel Jaramillo \| UnitedHealthcare \| + 37 s \| \| \| 5.º \| Mekseb Debesay \| Dimension Data \| + 41 s \| \| \| 6.º \| Chris Harper \| IsoWhey Sports-Swiss Wellness \| + 43 s \| \| \| 7.º \| Egan Bernal \| Androni-Sidermec-Bottecchia \| + 43 s \| \| \| 8.º \| Ben O'Connor \| Dimension Data \| + 43 s \| \| \| 9.º \| Timothy Roe \| IsoWhey Sports-Swiss Wellness \| + 43 s \| \| \| 10.º \| Fernando Orjuela \| Manzana Postobón \| + 50 s \| \| |                  |                               |                  |
| |                  |                               |                  |
| Fuente: ProCyclingStats |                  |                               |                  |
| Clasificación general |                  |                               |                  |
| Ciclista | Ciclista         | Equipo                        | Tiempo           |
| 1.º | Ryan Gibbons     | Dimension Data                | 29 h 04 min 57 s |
| 2.º | Cameron Bayly    | IsoWhey Sports-Swiss Wellness | + 33 s           |
| 3.º | Alberto Cecchin  | Wilier Triestina-Selle Italia | + 35 s           |
| 4.º | Daniel Jaramillo | UnitedHealthcare              | + 37 s           |
| 5.º | Mekseb Debesay   | Dimension Data                | + 41 s           |
| 6.º | Chris Harper     | IsoWhey Sports-Swiss Wellness | + 43 s           |
| 7.º | Egan Bernal      | Androni-Sidermec-Bottecchia   | + 43 s           |
| 8.º | Ben O'Connor     | Dimension Data                | + 43 s           |
| 9.º | Timothy Roe      | IsoWhey Sports-Swiss Wellness | + 43 s           |
| 10.º | Fernando Orjuela | Manzana Postobón              | + 50 s           |

## Evolución de las clasificaciones
| Etapa (Vencedor)            | Clasificación general | Clasificación por puntos | Clasificación de la montaña  | Clasificación por equipos     |
| --------------------------- | --------------------- | ------------------------ | ---------------------------- | ----------------------------- |
| 1ª etapa (Scott Sunderland) | Scott Sunderland      | Scott Sunderland         | Nur Amirul Fakhruddin Mazuki | IsoWhey Sports-Swiss Wellness |
| 2ª etapa (Travis McCabe)    | Ryan Gibbons          | Ryan Gibbons             | John Ebsen                   | Wilier Selle Italia           |
| 3ª etapa (Jakub Mareczko)   | Ryan Gibbons          | Scott Sunderland         | John Ebsen                   | IsoWhey Sports-Swiss Wellness |
| 4ª etapa (Mekseb Debesay)   | Ryan Gibbons          | Scott Sunderland         | John Ebsen                   | IsoWhey Sports-Swiss Wellness |
| 5ª etapa (Ryan Gibbons)     | Ryan Gibbons          | Ryan Gibbons             | John Ebsen                   | IsoWhey Sports-Swiss Wellness |
| 6ª etapa (Enrico Barbin)    | Ryan Gibbons          | Ryan Gibbons             | John Ebsen                   | IsoWhey Sports-Swiss Wellness |
| 7ª etapa (Jakub Mareczko)   | Ryan Gibbons          | Jakub Mareczko           | John Ebsen                   | IsoWhey Sports-Swiss Wellness |
| 8ª etapa (Travis McCabe)    | Ryan Gibbons          | Ryan Gibbons             | John Ebsen                   | IsoWhey Sports-Swiss Wellness |
| Final                       | Ryan Gibbons          | Ryan Gibbons             | John Ebsen                   | IsoWhey Sports-Swiss Wellness |

## UCI World Ranking
El Tour de Langkawi otorga puntos para el UCI Asia Tour 2017 y el UCI World Ranking, este último para corredores de los equipos en las categorías UCI ProTeam, Profesional Continental y Equipos Continentales. Las siguientes tablas son el baremo de puntuación y los corredores que obtuvieron puntos:
| Posición              | 1.º | 2.º | 3.º | 4.º | 5.º | 6.º | 7.º | 8.º | 9.º | 10.º | 11.º | 12.º | 13.º | 14.º | 15.º | 16.º-30.º | 31.º-40.º |
| Clasificación general | 200 | 150 | 125 | 100 | 85  | 70  | 60  | 50  | 40  | 35   | 30   | 25   | 20   | 15   | 10   | 5         | 3         |
| Por etapa             | 20  | 10  | 5   |     |     |     |     |     |     |      |      |      |      |      |      |           |           |
| Líder                 | 5   |     |     |     |     |     |     |     |     |      |      |      |      |      |      |           |           |

| Clasificación | Clasificación    | Clasificación                 | Clasificación | Clasificación | Clasificación | Clasificación |
| Posición      | Ciclista         | Equipo                        | General       | Etapa         | Líder         | Total         |
| ------------- | ---------------- | ----------------------------- | ------------- | ------------- | ------------- | ------------- |
| 1.º           | Ryan Gibbons     | Dimension Data                | 200           | 40            | 30            | 270           |
| 2.º           | Cameron Bayly    | IsoWhey Sports-Swiss Wellness | 150           | 10            | -             | 160           |
| 3.º           | Alberto Cecchin  | Wilier Selle Italia           | 125           | -             | -             | 125           |
| 4.º           | Mekseb Debesay   | Dimension Data                | 85            | 20            | -             | 105           |
| 5.º           | Daniel Jaramillo | UnitedHealthcare              | 100           | -             | -             | 100           |
| 6.º           | Chris Harper     | IsoWhey Sports-Swiss Wellness | 70            | -             | -             | 70            |
| 7.º           | Egan Bernal      | Androni Giocattoli-Sidermec   | 60            | -             | -             | 60            |
| 8.º           | Travis McCabe    | UnitedHealthcare              | 5             | 55            | -             | 60            |
| 9.º           | Ben O'Connor     | Dimension Data                | 50            | -             | -             | 50            |
| 10.º          | Jakub Mareczko   | Wilier Selle Italia           | -             | 50            | -             | 50            |